# Cognat-Lyonne
Cognat-Lyonne är en kommun i departementet Allier i regionen Auvergne-Rhône-Alpes i de centrala delarna av Frankrike. Kommunen ligger  i kantonen Escurolles som ligger i arrondissementet Vichy. År 2022 hade Cognat-Lyonne 707 invånare.

## Befolkningsutveckling
Antalet invånare i kommunen Cognat-Lyonne
Referens: INSEE